# Megalepthyphantes nebulosoides
Megalepthyphantes nebulosoides är en spindelart som först beskrevs av Jörg Wunderlich 1977.  Megalepthyphantes nebulosoides ingår i släktet Megalepthyphantes och familjen täckvävarspindlar. Inga underarter finns listade i Catalogue of Life.